# Loco, posee la fórmula de la felicidad
 Loco, posee la fórmula de la felicidad es una película de Argentina dirigida por Esteban Mellino sobre su propio guion basado en la obra teatral homónima de su autoría que se produjo en 2001 y no fue estrenada comercialmente- Tuvo como actores principales a Esteban Mellino,  Fabián Gianola y  Roberto Carnaghi.

## Sinopsis
Al suspenderse una función teatral se produce una fuerte discusión en la que todos culpan a uno de los actores.

## Reparto
Participaron del filme los siguientes intérpretes:
- Esteban Mellino
- Fabián Gianola
- Roberto Carnaghi
- Paola Papini
- Jorge Luz
- Alfonso De Grazia
- Salo Pasik
- Irma Bioidi
- Alfredo Mellino
- Lorena Sabino
- Denise Flamia

## Comentarios
Un éxito teatral de comienzos de la década de 1980 basado en discursos de internos en distintos hospitales neuropsiquiátricos sirvió de base para este intento de traspasarlo al cine.